# Factoría de Nitrastur
La Fábrica de la Sociedad Ibérica del Nitrógeno (SIN), también conocida como Factoría de Nitrastur, es un antiguo complejo industrial ubicado en el concejo asturiano de Langreo (España), y conocida popularmente como El Nitrógeno. Fue levantada originalmente por la Sociedad Ibérica del Nitrógeno, como un complejo químico. Además de su importancia histórico-industrial, algunos de sus edificios están considerados por el Docomomo Ibérico como una de las mejores muestras del movimiento moderno en Asturias. Es uno de los conjuntos industriales abandonados más grandes de España, con 200.000 metros cuadrados.
En 2019 fue incluida en la Lista Roja del patrimonio en peligro de Hispania Nostra.

## Historia

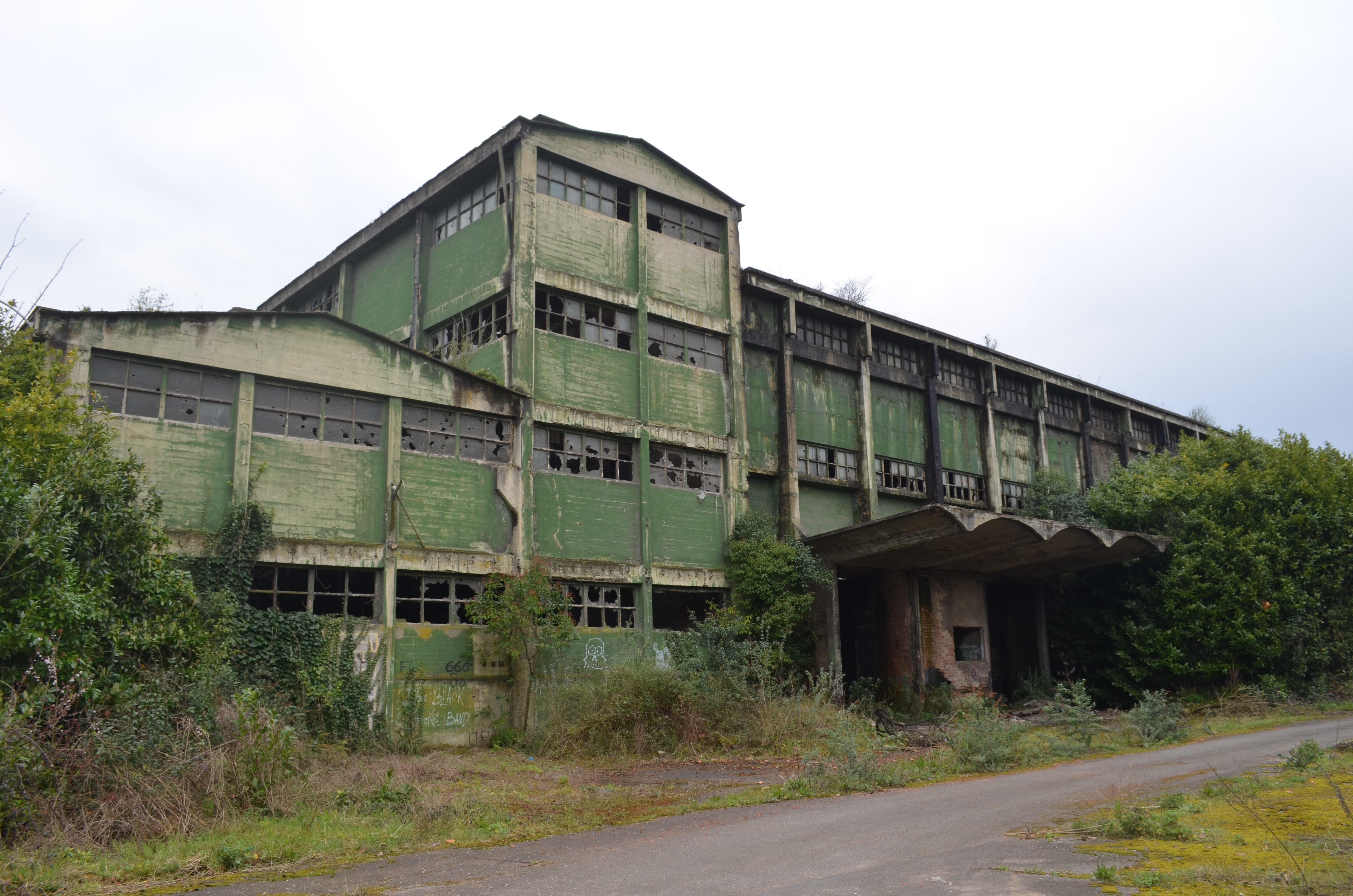
Almacén general de la SIN, parcialmente derribado

En 1923 se instalan en el barrio de Vega en La Felguera (Langreo) una fábrica química de amoníaco sintético y sulfatos junto a las instalaciones de la Siderurgia de La Felguera para aprovechar residuos de los hornos de coque. Durante la Guerra Civil cesó la actividad y en la década de 1940 el Plan del Nitrógeno favorecía a la producción nacional a la par que se hacía necesaria la producción de abonos químicos para obtener más alimentos, por lo que se optó por aumentar las instalaciones y para ello buscar una nueva zona de expansión. Las viejas instalaciones quedaron abandonadas y en 1950 comienza la construcción de un nuevo complejo cerca del río Nalón en La Felguera, en dirección a Barros, bajo el nombre de Sociedad Ibérica del Nitrógeno y más tarde Nitratos Asturianos (Nitrastur), pasando pocos años antes de su cierre (que se produjo en 1997) a manos del grupo Explosivos Río Tinto. Una vez cerrado, Iberdrola adquirió los terrenos.
El Nitrógeno tenía gimnasio, biblioteca, talleres de fotografía, música, equipo de fútbol y balonmano, etc. donde participaban activamente los trabajadores.
En 2011 fue visitada por expertos internacionales en patrimonio industrial, dentro de las XIII Jornadas Internacionales de Incuna, y ha sido motivo de diferentes tesis doctorales y publicaciones en varios congresos internacionales. Con el cierre de la factoría se acometieron algunos derribos. Posteriormente en 2013 se llevó a cabo una nueva fase de derribos que afectaron principalmente a un gran edificio de oficinas. En 2018 se desploma parte de uno de los almacenes y en 2022 y 2024 se acometen nuevos derribos que destruyen gran parte del complejo.

## Arquitectura

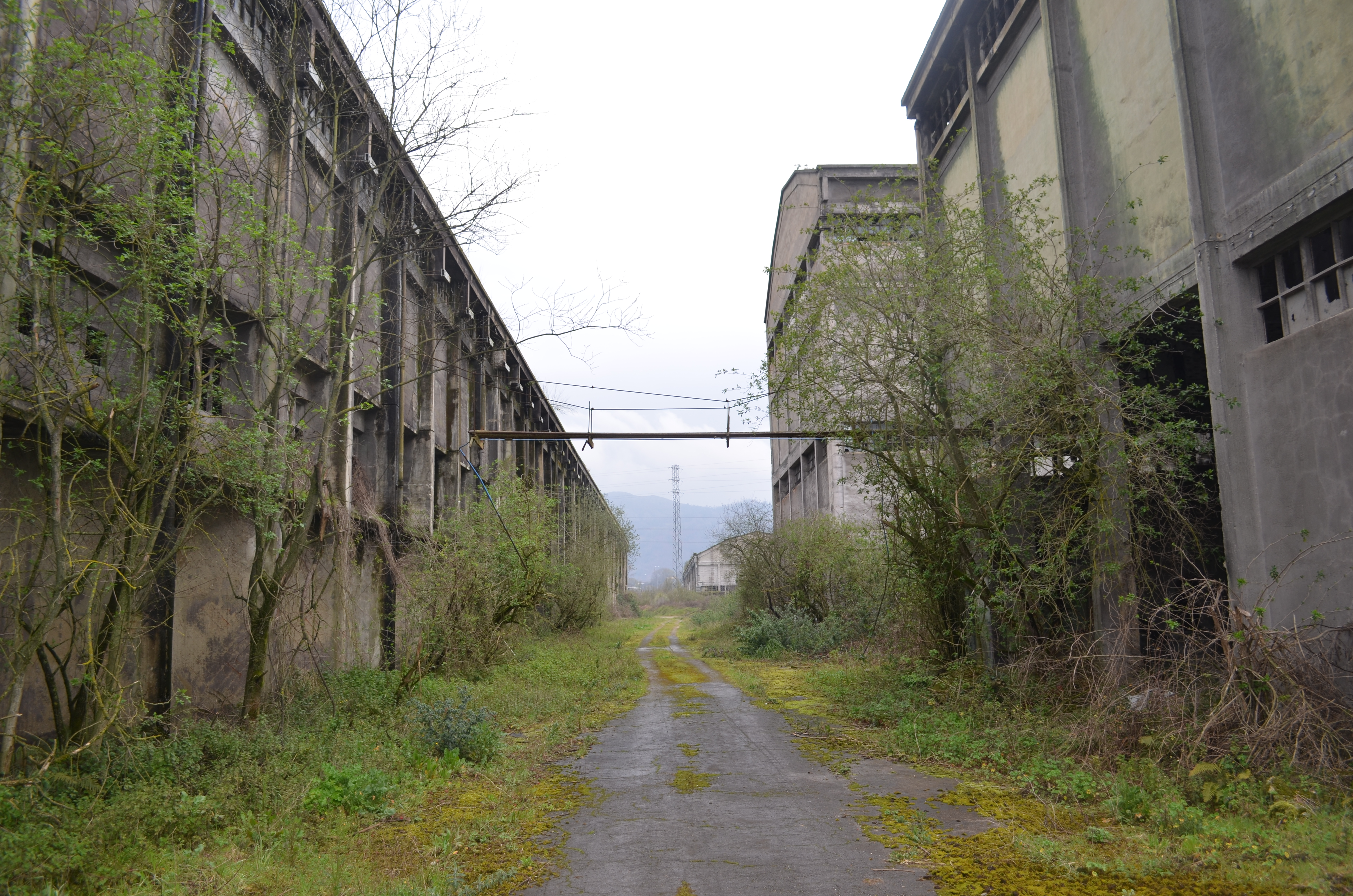
Calle central con antiguos depósitos derribados

El complejo industrial de Nitrastur fue concebido como una pequeña ciudad cerrada. Limitado por las vías de RENFE y el Río Nalón, y por la Avenida Pablo Picasso de La Felguera por otro lado (entonces, Avenida de Italia). El autor del proyecto fue el ingeniero Carlos Fernández Casado (Logroño, 1905-1988). Entre los edificios que se habían conservado, estaban el gran refrigerante, varios almacenes de grandes dimensiones, marquesinas, lavaderos, silos, tolvas y un complejo de edificios diseñados por Luis Pidal que comprendían hotel para ingenieros, botiquín, viviendas para empleados, etc. con zona ajardinada.  Los elementos catalogados son el almacén de sulfatos, el depósito de nitrato, la torre de refrigeración, la gasolinera, un hotel de ingenieros y las viviendas para empleados. Se utilizó de manera innovadora el ordenador para calcular la resistencia de los edificios. Casado utilizó el hormigón armado en amplísimos espacios, cuyas bóvedas se sostienen mediante arcos transversales enlazados con vigas y forjado continuo de las estructuras, construyéndose en el exterior varias marquesinas voladizas de gran tamaño.

### Edificios conservados
Tras los derribos efectuados entre 2018 y 2024, sólo se conservan los edificios protegidos:
- Torre de refrigeración
- Hotel para ingenieros
- Almacén de sulfatos (derribado edificio anexo de talleres)
- Depósito de nitrato (parcialmente hundido)
- Gasolinera
- Viviendas de empleados
- Chalé de dirección

## Futuro
El proyecto de recuperación de este espacio como parque tecnológico, empresarial, zona residencial y de ocio, llamado Langreo Norte, se encuentra parado después de que el entonces presidente del Principado Vicente Álvarez Areces lo anunciase en las elecciones autonómicas de 2007. Sus terrenos aún están pendientes de descontaminación sin que ninguna administración ni Iberdrola se hagan cargo. Actualmente la Universidad de Oviedo experimentan mediante semillas en algunas de sus parcelas. En 2023 se anuncia la construcción de una lavandería industrial en una parte de los terrenos, lo cual no estaba contemplado en el proyecto original como centro residencial y tecnológico. 

## Galería

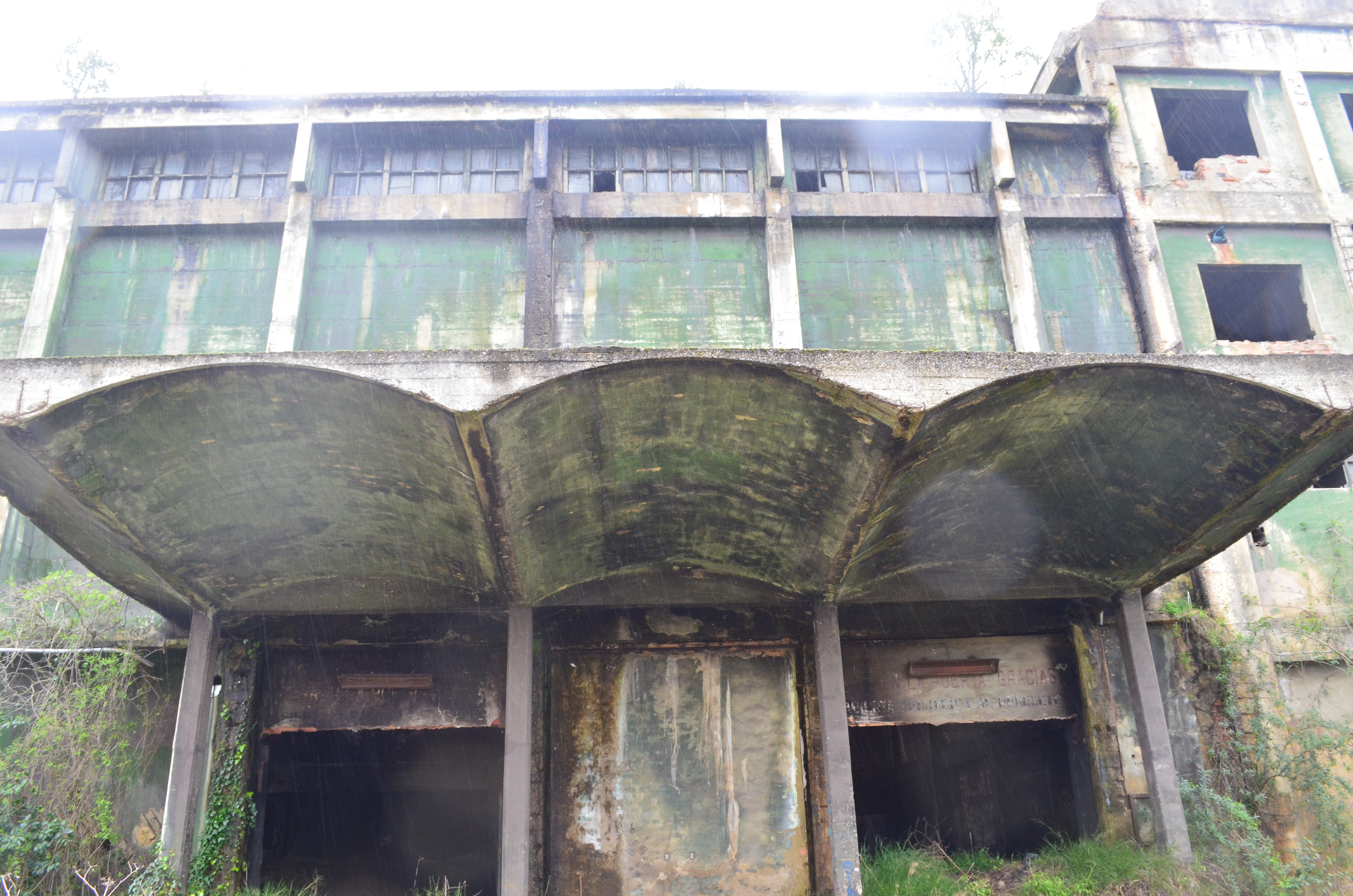
Marquesinas voladizas
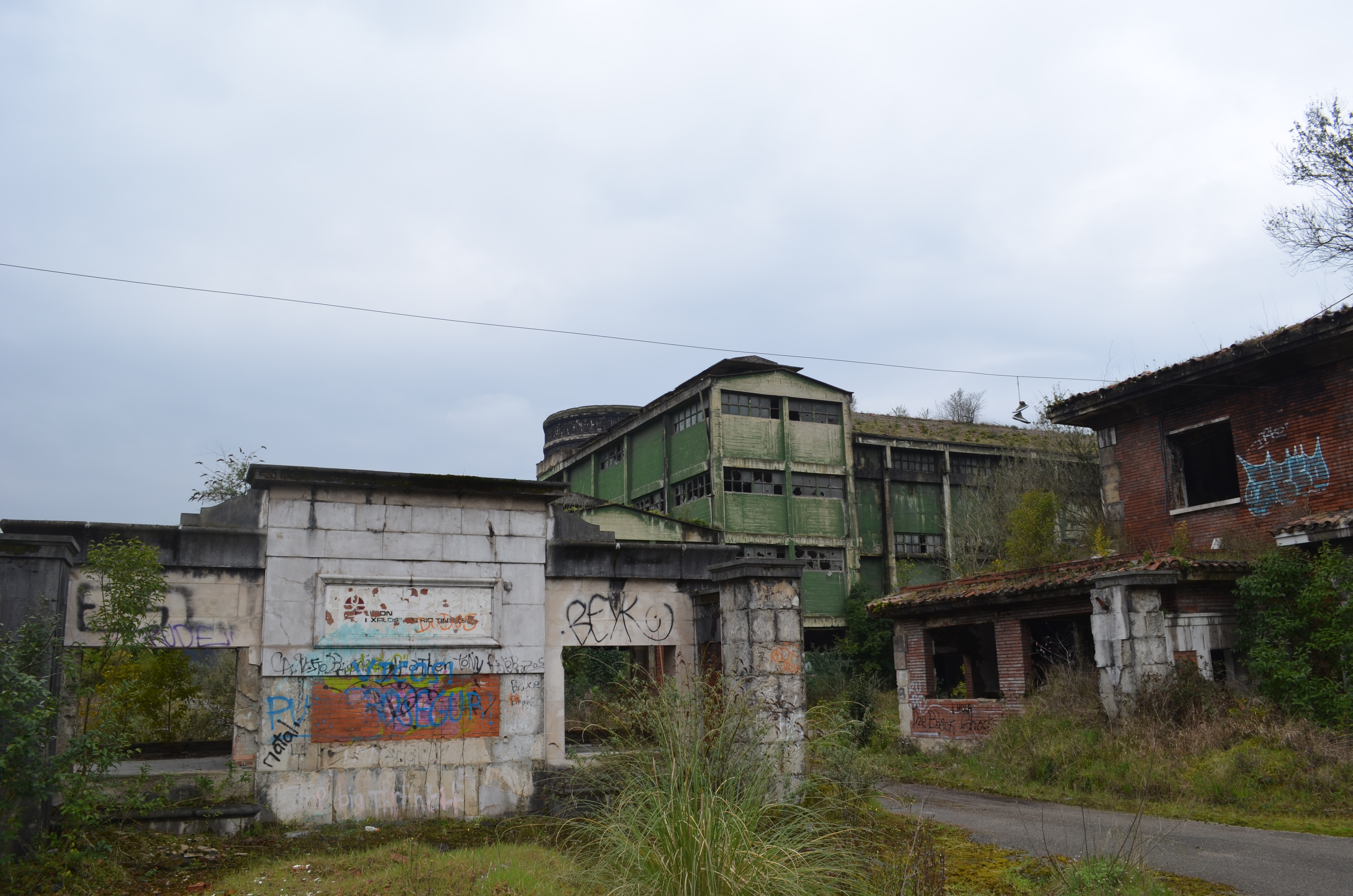
Acceso principal
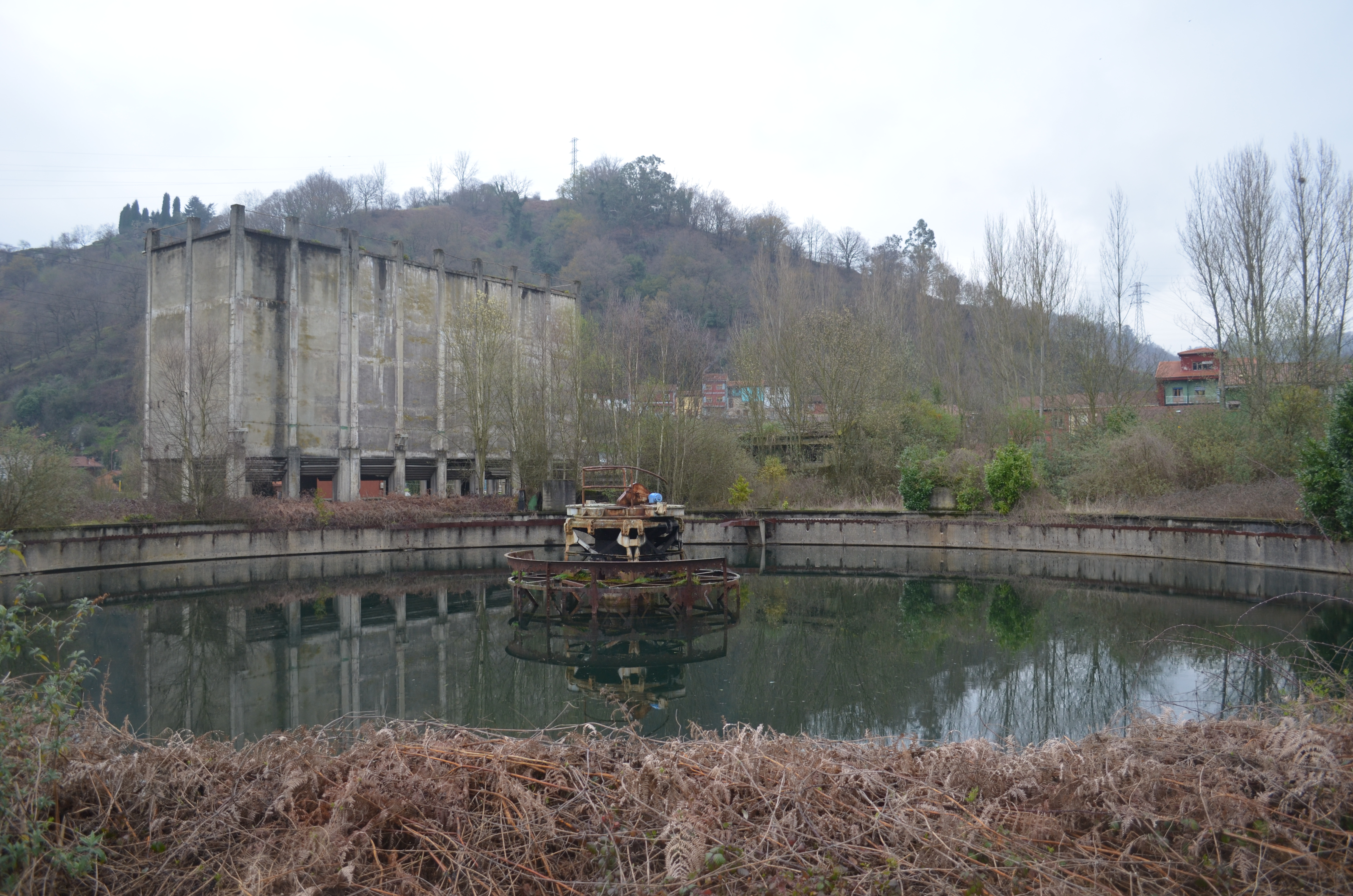
Depósito de aguas
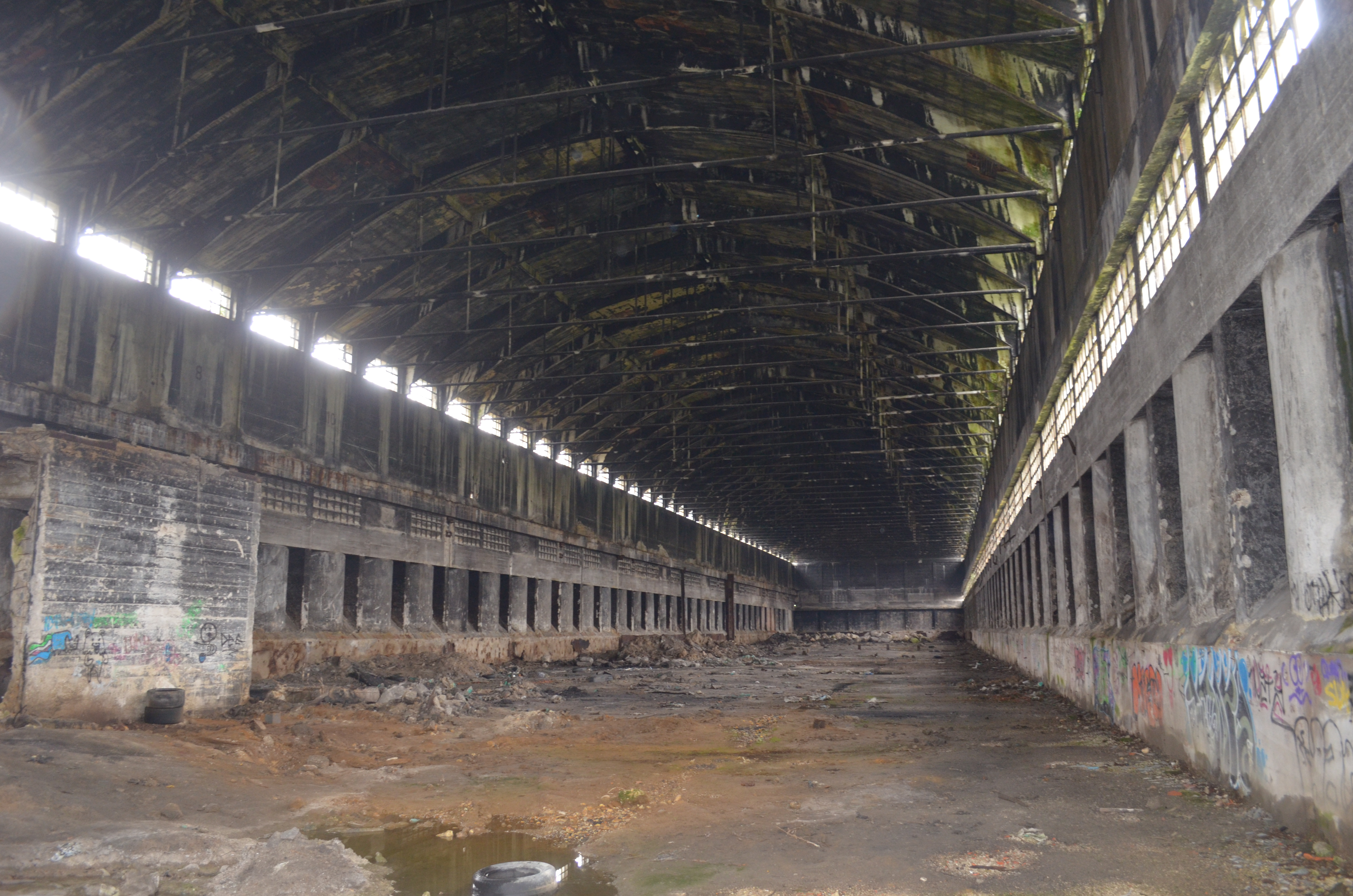
Interior de una de las naves
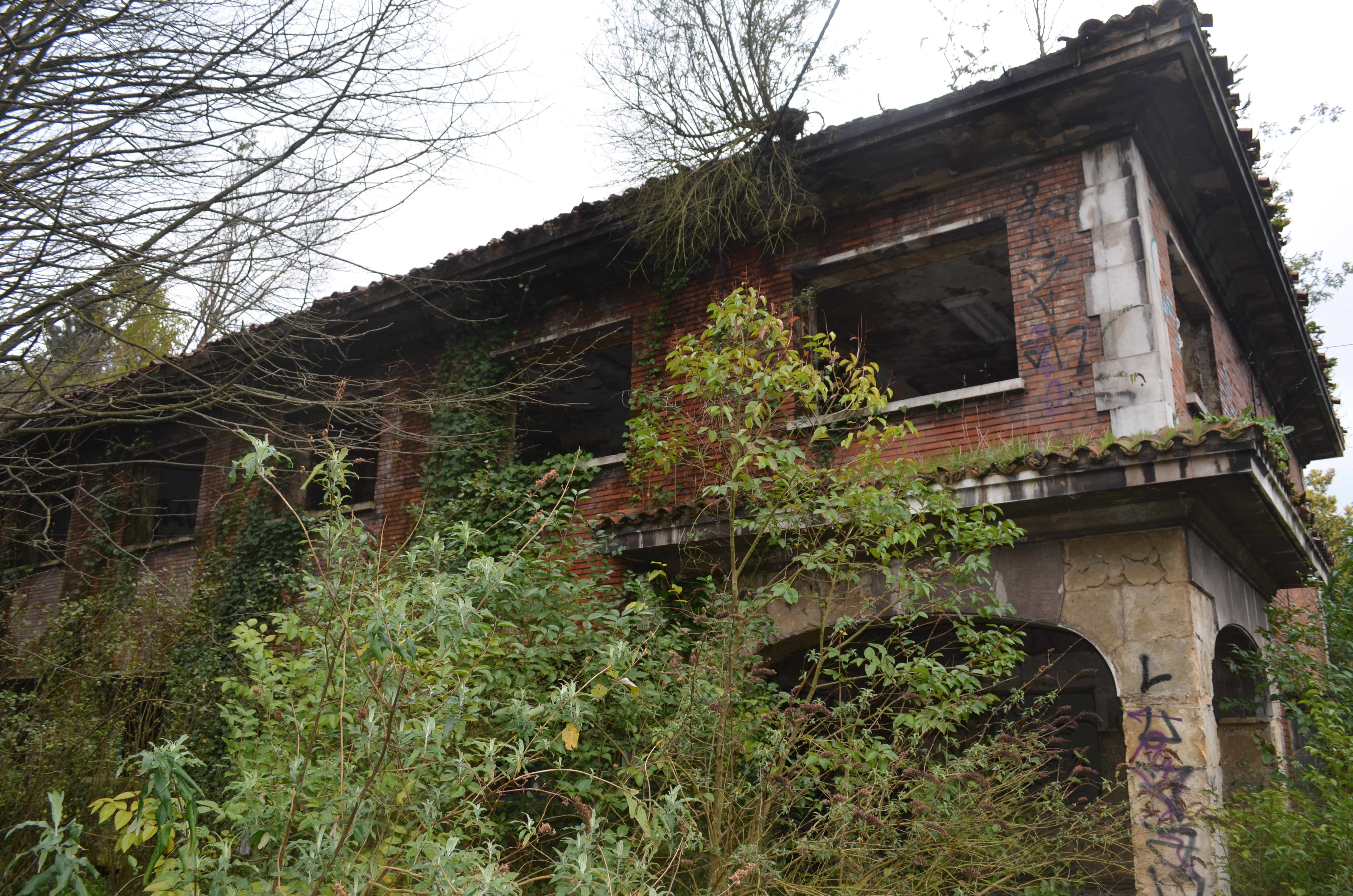
Edificio multiusos

## Filmografía
- 2012 Nitrógeno. El olvido que fuimos Centro de Imagen y Sonido de Langreo (CISLAN)